# Strymon fulvior
Strymon fulvior är en fjärilsart som beskrevs av Tutt. Strymon fulvior ingår i släktet Strymon och familjen juvelvingar. Inga underarter finns listade i Catalogue of Life.